# Erik Grendel
Erik Grendel (* 13. Oktober 1988 in Handlová) ist ein slowakischer Fußballspieler. Der Mittelfeldspieler steht seit 2018 bei Spartak Trnava unter Vertrag.

## Vereinskarriere
Grendel spielte in seiner Jugend für MFK Dubnica und schaffte dort 2005 den Sprung in die A-Mannschaft. Im September 2009 wechselte er zum ŠK Slovan Bratislava, mit dem er slowakischer Meister wurde und den nationalen Pokalwettbewerb zweimal gewann. Von 2015 bis 2018 spielte er für Górnik Zabrze in Polen und wechselte dann weiter zu Spartak Trnava in die heimische Fortuna liga.

## Nationalmannschaft
Grendel spielte regelmäßig für die slowakische U-19 wie auch die U-21 Nationalmannschaft.

## Erfolge
- Slowakischer Meister: 2011, 2013, 2014
- Slowakischer Pokalsieger: 2010, 2011, 2013
- Slowakischer Superpokalsieger: 2009, 2014